# Armanitola

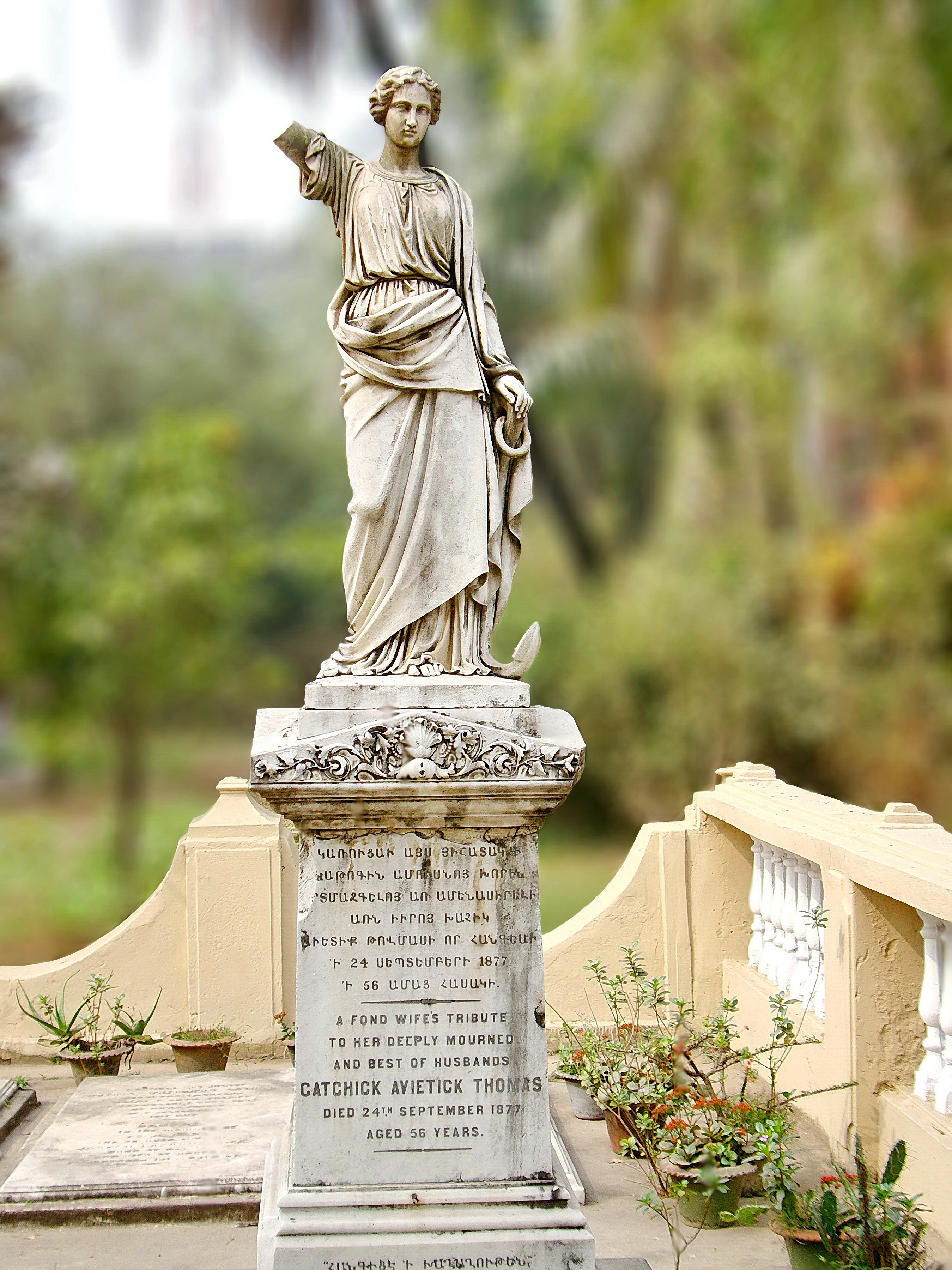
Statue située à l'intérieur de l'église arménienne de Dhaka.

Armanitola (bengali : আরমানিটোলা) est un quartier de la vieille ville de Dhaka, la capitale et la plus grande ville du Bangladesh. Le quartier tire son nom de la présence arménienne qui entourait l'église arménienne,,,.